# Catacumba de Comodila

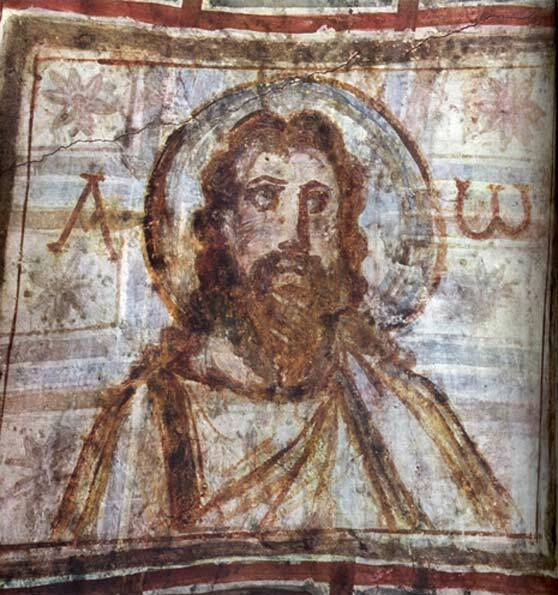
Afresco de Jesus

Catacumba de Comodila (em italiano:  Catacomba di Commodilla) é uma catacumba romana localizada na Via delle Sette Chiese, bem perto da Via Ostiense, no quartiere Ostiense de Roma. Assim como ocorre na maioria das demais catacumbas, cujo nome ou era uma referência ao doador do terreno ou ao principal santo mártir sepultado no local, esta tem o nome da proprietária do terreno (ou fundadora da Catacumba), uma certa Comodila. No passado ela foi conhecida também com o nome dos dois principais mártires ali sepultados, Félix e Adauto.

## História

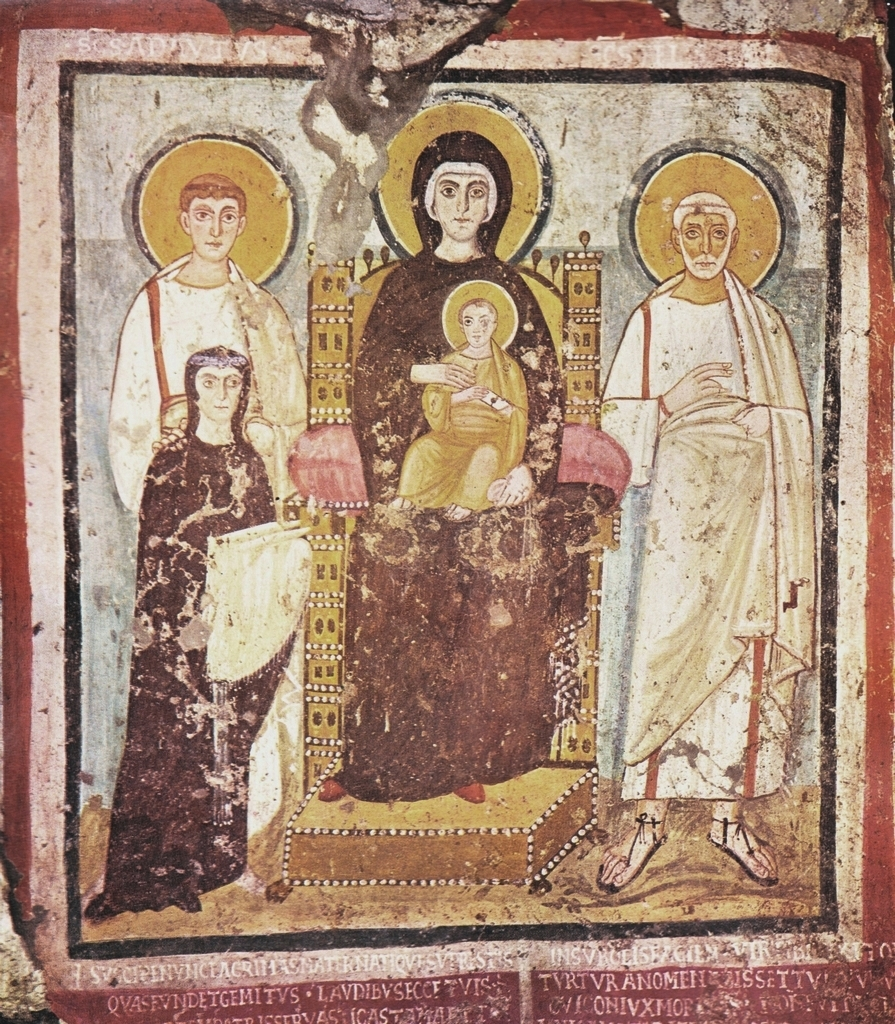

O cemitério subterrâneo se desenvolve em três níveis, sendo o mais antigo e mais interessante do ponto de vista arqueológico sendo o do meio, escavado numa antiga pedreira de pozolano que foi reutilizada como catacumba. É ali que estão sepultados os mártires, numa pequena basílica hipogeia e é a partir dele que os demais foram escavados. No nível da rua não há nenhum monumento ou ruínas marcando as catacumbas.
As análises dos artefatos encontrados no hipogeu permitiram que os arqueólogos datassem a catacumba na segunda metade do século IV, mas outras características fizeram com que esta data recuasse até o início do mesmo século; além disto, a própria "paixão" de Félix e Adauto ocorreu nos últimos anos da vida do imperador Diocleciano (r. 284-305). Tudo isto permite supor que parte da pedreira já estivesse sendo utilizada para sepultamentos mesmo antes de seu fechamento e transformação em cemitério, o que só ocorreu no final do século IV. Nos séculos V e VI não ocorreram mais sepultamentos e o local foi utilizado apenas para devoção aos santos mártires.
Diversas reformas foram patrocinadas pelos papas até o século IX, sinal de que a catacumba era visitada por peregrinos cristãos. Foram descobertas no local moedas com a efígie do papa Gregório V (r. 827-844), por exemplo. Finalmente o papa Leão IV (r. 847-855) doou as relíquias de Félix e Adauto à mulher do imperador Lotário I, Ermengarda de Tours, o que levou as catacumbas ao abandono e ao esquecimento.
O local foi redescoberto em 1595 pelo arqueólogo Antonio Bosio, mas o primeiro a identificá-la como sendo a Catacumba de Comodila foi, somente no século XIX, Giovanni Battista de Rossi. Campanhas de restauração foram realizadas no início do século XX e levaram à escavação completa do segundo nível do cemitério (que corresponde à antiga pedreira).

## Mártires
Como todas as catacumbas romanas, também na de Comodila se recorda a memória de vários mártires. Em primeiro lugar, Félix e Adauto: o poema escrito pelo papa Dâmaso I, cujo original se perdeu mas que acabou preservado numa coleção de inscrições da Alta Idade Média, informa que eles eram irmãos e também presbíteros. A história lendária da "paixão" dos dois conta que, durante o martírio de Félix, condenado à morte nos primeiros anos do século IV, um desconhecido saiu da multidão e, confessando ser cristão, pediu para morrer com ele. A história não conta o nome dele, que passou a ser conhecido como "o ajdunto" (em latim: "aductus"). O local exato onde os foram sepultados na catacumba foi descoberto.
Além disto, eram venerados ali, segundo a tradição, outros quatro santos: uma santa de nome "Mérita", cujo nome se lê num afresco vizinho ao da sepultura de Félix e Adauto (apesar de esta identificação não ser unânime entre os arqueólogos); as fontes litúrgicas também não dizem nada sobre ela, mas citam duas irmãs, Degna e Mérita, assassinadas pelo imperador Valeriano (r. 253-260) e sepultadas na Catacumba de Comodila; nada foi descoberto sobre Degna na catacumba. Além disto, o Martirológio de Jerônimo, na data de 29 de agosto, juntamente com Félix e Adauto, cita uma certa Gaudência, da qual nada foi descoberto na catacumba também. Finalmente, os guias para peregrinos citam um quarto mártir, Nemésio, que não é mencionado em nenhum outro local.

## Descrição
Uma particularidade da Catacumba de Comodila, que a distingue de outras catacumbas romana, é a presença de sepulturas do tipo "poço": são fossos profundos onde se contam pelo menos 20 lóculos dispostos nas paredes um acima do outro. Uma disposição similar foi encontrada apenas na vizinha Catacumba de Santa Tecla. Além disto, em comparação com outros cemitérios hipogeus, a Catacumba de Comodila se caracteriza por uma extrema pobreza arquitetural, epigráfica e iconográfica: são raros, por exemplos, cubículos arcossólios e a maioria das inscrições contém erros de ortografia.
De certa relevância artística é a pequena basílica hipogeia dedicada aos santos Félix e Adauto; ela foi escavada durante o pontificado do papa João I (r. 523-526) adaptando parte da antiga pedreira do segundo nível, que foi fechada e ampliada por causa das necessidades litúrgicas. Nesta basílica os arqueólogos identificaram o local onde foram sepultados os dois santos em dois lóculos superpostos abaixo de um afresco que os representa. Na basílica está ainda a chamada "Tumba de Turtura" (metade do século VI), uma senhora cuja morte e sepultamento foi recordada por seu próprio filho com uma tumba decorada por um afresco retratando a figura da Virgem com o Menino sentada num trono de ouro, flanqueada pelos santos Félix e Adauto e pela própria Turtura: a inscrição no afresco diz "Seu nome é Turtura e fostes efetivamente uma verdadeira tortora ["pomba"]". Um segundo afresco representa São Lucas (segunda metade do século VII) e mostra o santo com as ferramentas de seu ofício, os instrumentos de um cirurgião médico. Finalmente, há um terceiro afresco, "Entrega das chaves a Pedro" (século VI), uma imagem de Cristo sentado num globo enquanto entrega as chaves do céu a Pedro, que está rodeado por santos, cada com um seu nome pintado: Adauto, Mérita, o apóstolo Paulo, Félix e o protomártir Estêvão.
De notável prestígio artístico e de alto valor simbólico e o chamado "Cubículo de Leão", um oficial romano prefeito anonário na segunda metade do século IV que encomendou uma cripta para si e sua família: um ambiente completamente recoberto por cenas bíblicas. Ele foi descoberto em 1953.

## Grafito
Na Catacumba de Comodila está presente uma inscrição grafitada em língua vulgar cuja datação é dúbia (entre os séculos VI-VII e a metade do século IX). Localizada na cripta dedicada aos santos Félix e Adauto, trata-se do mais antigo registro epigráfico na língua: "Non dicere ille secrita a bboce" ("Não pronuncie as [palavras] secretas em voz [alta]").
Esta inscrição lembrava o celebrante de não recitar em voz alta as orações da missa, ditas secretas, os chamados mysteria segundo a fórmula greco-latina, que, segundo a liturgia, deviam ser pronunciadas em voz baixa por serem palavras sagradas dirigidas exclusivamente a Deus e não aos fiéis. Do ponto de vista linguístico se nota a forma do modo imperativo negativo "non dicere" que deriva do clássico "noli dicere" (a alternativa é "ne dicas" ou "ne dixeris", com o conjuntivo exortativo), enquanto "dicere" se conservou também como a forma vultar por toda a Idade Média.
O pronome "ille" assume, neste caso, o valor de um artigo feminino plural, ao passo que "secrita" deriva do clássico neutro plural "secreta"; "a bboce" deriva do latim "ad vocem".